# Provår
Provår betecknade en ordning för praktisk utbildning av lärare i kunskapsämnen vid svenska läroverk och motsvarande skolor. Den infördes 1855 och ersattes på 1960-talet med utbildning vid de då nyinrättade lärarhögskolorna.
Utbildningen var avsedd för lärare med akademisk utbildning. De som också hade folkskollärarexamen eller annan examen från ett lärarseminarium var befriade. Den fullgjordes vid utvalda läroverk och folkskoleseminarier, där erfarna lärare hade handledaransvar för provårskandidaterna. Utbildningens längd ser ut att ha varierat. I början av 1950-talet var den i regel två terminer men kunde genomföras på en termin. Det fanns då 11 provårsläroverk och 4 folkskoleseminarier, där utbildningen kunde fullgöras. Den var vid denna tid avlönad. 
Godkänd provårsutbildning var en förutsättning för ordinarie tjänst vid läroverk eller folkskoleseminarium.